# Natasza Górnicka
Natasza Górnicka (ur. 16 lipca 1989 w Opolu) – polska piłkarka, występująca na pozycji obrońcy. 

## Kariera
Od rundy wiosennej sezonu 2011/2012 była zawodniczką RTP Unii Racibórz, do której przeszła z AZS-u Wrocław. Wcześniej grała także w Medyku Konin, Unii Opole i Rolniku Biedrzychowice. Piłkarka ma na koncie występy w reprezentacji Polski. W przeszłości zawodniczka trenowała również karate. 
Po zakończeniu rundy jesiennej sezonu 2013/2014 na skutek wycofania się z rozgrywek ekstraligi RPT Unii Racibórz przeszła do Górnika Łęczna. 12 listopada 2017 roku w meczu przeciwko AZS PSW Biała Podlaska rozegrała swoje 200-ne spotkanie na poziomie Ekstraligi. W 2022 roku zakończyła karierę piłkarską i została trenerką w Górniku Łęczna. W 2023 roku odeszła z pracy w klubie.
Pełniła także funkcję asystenta selekcjonera reprezentacji Polski U-17 Marcina Kasprowicza.